# Come Get It!
Come Get It! é o álbum de estreia de Rick James gravado pela gravadora Gordy Records e foi lançado em 20 de abril de 1978. Contém os singles,  "You and I" e "Mary Jane" que foi 2x Platina.

## Lista de músicas
| #  | Título                  | Duração |
| -- | ----------------------- | ------- |
| 1A | "Stone City Band, Hi!"  | 3:30    |
| 2A | "You and I"             | 8:08    |
| 3A | "Sexy Lady"             | 3:52    |
| 4A | "Dream Maker"           | 5:16    |
| 1B | "Be My Lady"            | 4:48    |
| 2B | "Mary Jane"             | 4:57    |
| 3B | "Hollywood"             | 7:27    |
| 4B | "Stone City Band, Bye!" | 1:10    |

## Paradas musicais
| Ano  | Melhor Posição | Melhor Posição |
| Ano  | US             | US R&B         |
| ---- | -------------- | -------------- |
| 1978 | 13             | 3              |

## Singles
| Ano  | Single      | Melhor Posição | Melhor Posição | Melhor Posição |
| Ano  | Single      | US             | US R&B         | US Dance       |
| ---- | ----------- | -------------- | -------------- | -------------- |
| 1978 | "Mary Jane" | —              | 3              | —              |
| 1978 | "You and I" | 13             | 1              | 3              |